# مارمولک شاخ‌دار بیابانی
مارمولک شاخ‌دار بیابانی (نام علمی: Phrynosoma platyrhinos) نام یک گونه از سرده مارمولک شاخ‌شاخی است.